# Cnemisus rufescens
Cnemisus rufescens är en skalbaggsart som beskrevs av Victor Ivanovitsch Motschulsky 1868. Cnemisus rufescens ingår i släktet Cnemisus och familjen Aphodiidae. Inga underarter finns listade i Catalogue of Life.